# Bishop Peak
Der Bishop Peak ist ein spitzer und 3460 m hoher Berggipfel im ostantarktischen Viktorialand. Er ragt im Zentrum des Rampart Ridge in der Royal Society Range auf.
Der United States Geological Survey kartierte ihn anhand eigener Vermessungen und Luftaufnahmen der United States Navy. Das Advisory Committee on Antarctic Names benannte ihn 1963 nach dem Bernice P. Bishop Museum in Honolulu, von dem zahlreiche Wissenschaftler zur Erforschung Antarktikas stammten.